# Антоновский, Юлий Михайлович
Юлий Михайлович Антоновский (21 июня 1857, Санкт-Петербург — 31 октября 1913, Санкт-Петербург) — русский юрист, писатель и переводчик, более всего известность получивший благодаря своим переводам Ф. Ницше. После окончания Императорского училища правоведения — сотрудник министерства путей сообщения, позднее — мировой судья последовательно по нескольким участкам Санкт-Петербурга; в молодости — принадлежал к движению народовольцев, находился под гласным надзором; в дальнейшем — кадет, сочувствующий социал-демократическим преобразованиям, масон.

## Биография

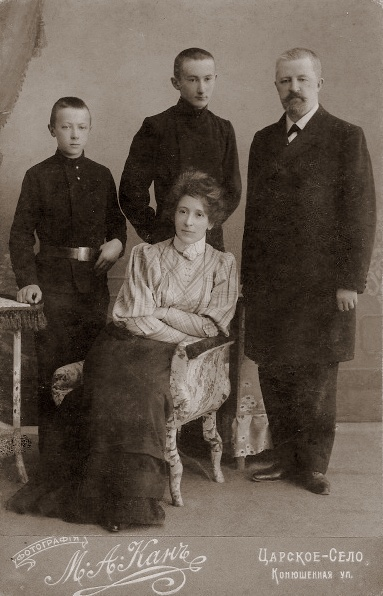
Семья Антоновских. Слева-направо: Сергей, Мария Владимировна, Николай и Юлий Михайлович

Внук М. И. Антоновского, который возводил своё происхождение к Жофруа Андрольту из рода графов Ланжеронов, и валашской княжне Ирине (вдове сына Богдана Хмельницкого, Тимофея). Отец, потомственный дворянин Михаил Михайлович Антоновский (16. X. 1810 — 7. VIII. 1880), служил в Капитуле императорских российских и царских орденов Министерства императорского двора, в отставку вышел в чине действительного статского советника, мать Мария Николаевна Антоновская (21. IV. 1819 — 17. IX. 1890).
- 1879 — 15 мая окончил Императорское училище правоведения (40 выпуск)[7]; во время учёбы организовал там кружок самообразования.
- 1883 — чиновник Министерства путей сообщения, коллежский асессор. Пишет передовицы для газеты «Новости». Начал поддерживать связь с революционными кругами.

### Народная воля
- 1884 — 2 января арестован в Санкт-Петербурге по подозрению в причастности к убийству 16 декабря 1883 года народовольцами бывшим семинаристом Николаем Стародворским (21-го года; являлся агентом министра внутренних дел Д. А. Толстого) и бывшим учителем из Полтавы Василием Конашевичем (24-х лет) начальника Охранного отделения Санкт-Петербурга «инспектора секретной полиции» подполковника Г. П. Судейкина[8]. Во время предварительного следствия Ю. М. Антоновский свою вину отрицал. 3 января 1884 года заключён в Петропавловскую крепость. 13 января переведён в Дом предварительного заключения. Привлекается к следственному дознанию в ходе дела В. Н. Фигнер, проводившемуся ген.-майором Середой с июля 1883 года, по обвинению в причастности к военным кружкам (дело Б. Крайского, Д. Чижова и других.), выявленным в Одессе и Николаеве. Ю. М. Антоновский соприкасался с причастными к так называемому «процессу 14-ти» — С. Златопольским, А. П. Прибылевой-Корбой, М. Ашенбреннером, Аркадием Тырковым. С последним был хорошо знаком через его брата Виктора, окончившего Училище правоведения годом позже Ю. М. Антоновского[5][9][10][11].

Ключевая фигура в игре жандарма Г. Судейкина, Сергей Дегаев, зная о готовщемся убийстве своего патрона, дважды предупреждал Ю. М. Антоновского об опасности обысков, в конце 1883 года советовал ему эмигрировать. В то же время, в распоряжении предварительного следствия уже была информация, исходившая от того же С. П. Дегаева, в соответствии с которой Ю. М. Антоновский, «не принадлежа к членам революционной партии в тесном смысле слова, тем не менее постоянно сочувствовал её целям и в плане достижения последних заводил и поддерживал знакомство с выдающимися деятелями этой партии». Ю. М. Антоновский, ища поддержки у своего преподавателя в Училище правоведения, влиятельного и уважаемого юриста Н. С. Таганцева, пишет ему письмо, в котором отрицает какую бы то ни было причастность к революционерами и их деятельности, но признаёт факт частного знакомства с Дегаевым. Однако следствием была выявлено, что Ю. М. Антоновский, «находясь в тесной связи с народовольческими военными организациями, оказывал им активную помощь». При обыске в его доме были обнаружены гектографические копии и нелегальные издания, записки и стихотворения «тенденциозного содержания». По показанию Н. М. Рогачева в Санкт-Петербурге у Ю. М. Антоновского он имел встречи с В. М. Якимовым, фигурой известной полиции ещё по «Земле и воле», террористической группе «Свобода или смерть».
- 30 июля 1884 года по высочайшему повелению (без суда) на пять лет подвергнут гласному надзору с запретом в этот период проживать в местностях, находившихся в статусе усиленной охраны. Поселился в Новгороде, где служил в контроле железных дорог.
- 1888 — в феврале подал «всеподданнейшее прошение» об освобождении от надзора. 8 апреля по высочайшему повелению ходатайство было удовлетворено.
- C 1895 служил в Санкт-Петербург, где был чиновником в Министерстве путей сообщения. Жил в Царском Селе. С 1898 года до конца своей жизни — мировой судья по разным участкам Санкт-Петербурга. Состоял в Конституционно-демократической партии. Владел домом на Васильевском острове.

### Творчество

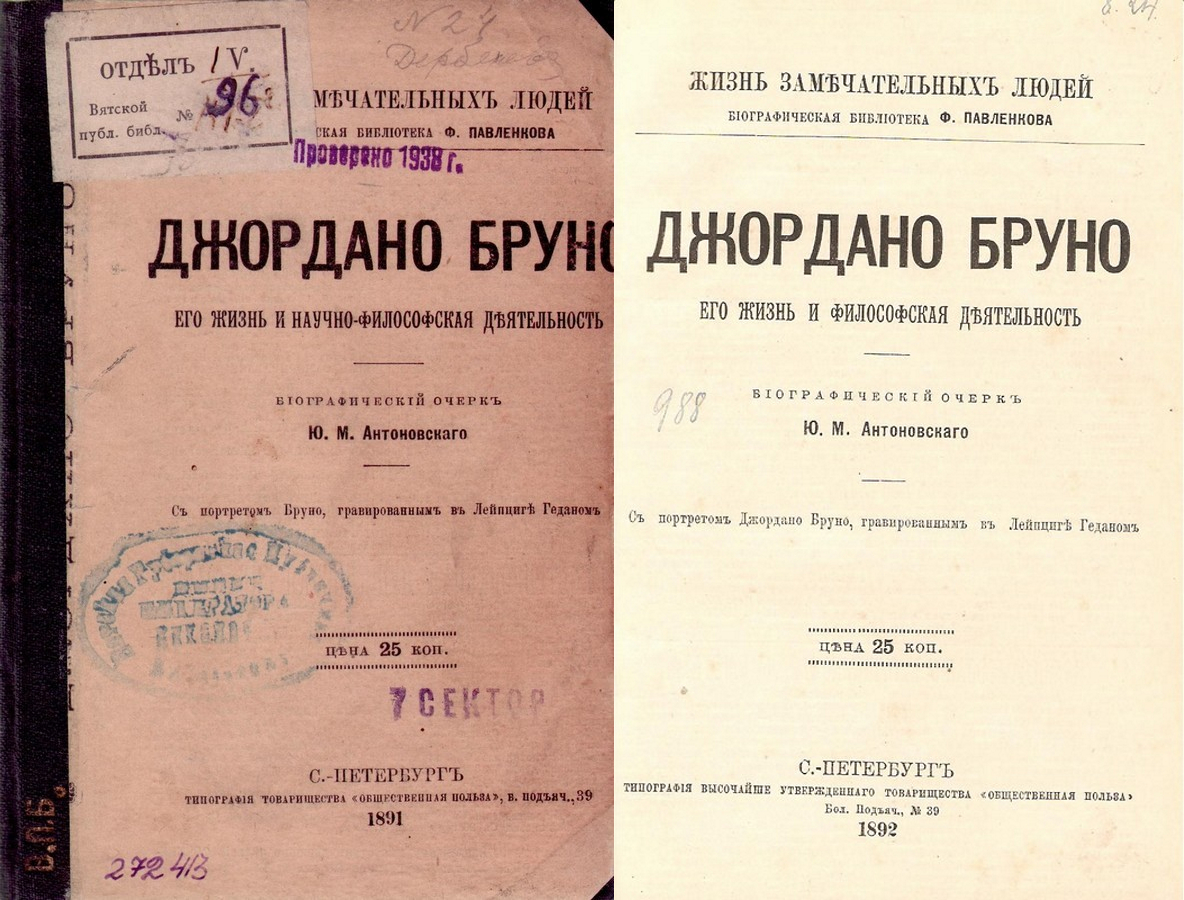
Ю. М. Антоновский. Джордано Бруно. Биографический очерк. 1891 (1892) — обложка и титульный лист

Начало литературной и переводческой деятельности Ю. М. Антоновского пришлось на годы его пребывания в Новгороде под гласным надзором и сразу после отмены последнего (середина 1880-х — начало 1890-х); оно совпало с периодом утверждения в кругах радикальной буржуазной интеллигенции и легализации литературы определённой философской, социалистической, политэкономической и социально-психологической направленности. Характерно, что немногим ранее или почти в это же время складываются условия для обоснования легального марксизма.
Тематику произведений, им переведённых, очень и очень условно — без возможности получить представление о степени свободы в её выборе, можно счесть демонстрирующей закономерность в постепенной смене его взглядов: от таковых — вектора романтического подпольного радикализма (биографический очерк о Джордано Бруно, впервые издан в 1891 /1892/ году — единственное известное его самостоятельное произведение), к умеренно либерально-буржуазным, в пределах принадлежности к конституционным-демократам, а впоследствии — к социал-демократическим (см. ниже).
Затруднительной представляется характеристика как меры участия Ю. М. Антоновского в подпольных изданиях, так и оценка содержания его публикаций в периодике (газета «Новости»). Невозможно с полной определённостью выявить как наличие конъюнктурного заказа, так и влияние меркантильного интереса, — без отчётливого представления о материальном положении автора и его семьи. Однако влияние корпоративных и приватных факторов достаточно отчётливо прослеживается; например, при сопоставлении с эволюцией взглядов Н. С. Тютчева или А. В. Тырковой-Вильямс, о связях и взаимоотношениях с которыми — далее.
Достаточно ценной на этом фоне представляется даже и чрезвычайно краткая, формальная оценка воззрений Ю. М. Антоновского, почти в виде реплики данная много позже А. Н. Потресовым, который в 1928 году в Париже «сообщил Б. И. Николаевскому, что кадет, мировой судья в Петербурге Юлий Михайлович Антоновский был масоном. Но он возмущался, что масоны „ничего не делают“, постепенно разочаровывался в них и переходил к социал-демократам».

#### Джордано Бруно
В его небольшой библиографии уже упомянутая и вообще его первая книга — биографический очерк «Джордано Бруно», изданная Ф. Ф. Павленковым в серии «Жизнь замечательных людей», хоть и является единственным произведением самого Ю. М. Антоновского (компилятивным), но продолжает оставаться востребованным и актуальным — до сих пор переиздаётся, и это при том, что жизнеописанию и взглядам философа посвящён довольно внушительный корпус исследований и произведений различных жанров — и не только российских авторов.
К этому времени относится интересный и весьма показательный, в смысле понимания задач книгоиздательства и его тематики, диалог, который воспроизводит Н. А. Рубакин в своих воспоминаниях. Здесь в большей степени, конечно, представлена позиция Ф. Ф. Павленкова, однако со стороны Ю. М. Антоновского можно наблюдать понимание сущности коллизии.
Павленков … ставил себе особой целью сбивать всякий косный элемент с мёртвой точки, заинтересовывать. увлекать, пробуждать мысль, взбудораживать чувства, лишь бы читатели искали, лишь бы они работали головой, лишь бы они шли вперёд и вверх. Такие стремления Павленкова и объясняют несколько пёстрый состав его изданий в идейном отношении. Он не гнался за коммерческой выгодой, а за таким расталкиванием косной массы. Ю. М. Антоновский сказал однажды Павленкову, что он одной рукой отнимает у читателя то, что даёт другою: может ли, например, ужиться Огюст Конт с Фламмарионом, а Уорд с Марксом, Сабатье с Рибо? На это Павленков сердито отвечал: «Я не дрессировщик, а читатели не дети. Пусть разбираются сами, и создают своё, читая интересные книги». Создавать своё, — побуждать и заставлять создавать своё — это и было для Павленкова самым важным, дорогим и святым делом.

#### Евгений Дюринг
Немногим позже Ю. М. Антоновский обращается к переводам с немецкого, которыми был занят весь остаток своей жизни. В 1892 году выходит в его переводе книга «отца философии действительности», немецкого политэконома и социолога Е. Дюринга «Ценность жизни». Издание это, несмотря на небезызвестную критику концепции автора, который в дальнейшем и известен-то был в России в большей степени именно благодаря огромным тиражам этого знаменитого разбора «с позиций диалектического материализма», с начала-середины 1890-х вызвало значительный интерес в среде интеллектуальных читателей разных убеждений и взглядов. Далеко не последнюю роль играет Е. Дюринг в контексте разных по идейной принадлежности произведений не только его современников, но он продолжает рассматриваться в таковых и поныне. Надо полагать, этому в немалой степени способствовала и названная критика, буквально по пятам следовавшая за объектом (Е. Дюринг «Философия действительности» (нем. Wirklichkeitsphilosophie — 1875, 4-е издание) — «Анти-Дюринг» — первое издание 1878; 1904 — первое легальная публикация в России). Востребованным оказался и автор и перевод в последующие времена. Как показывают библиографические публикации и анализ эпистолярного наследия нового и новейшего времени, посвящённые частным собраниям и перепискам, во многих из них присутствуют труды этого немецкого философа. На то же указывают и многочисленные переиздания, в том числе — в переводе Ю. М. Антоновского.

#### Людвиг Фейербах
Подобным образом складывается в России судьба произведений Л. Фейербаха, хорошо известных ещё с середины 1860-х — в кругах от умеренных либеральных настроений до крайне радикальных — по первому подпольному изданию на русском (1861, Лондон); и представших уже в легальном статусе в переводах Ю. Н. Антоновского в начале 1900-х. Например, в это же время С. Н. Булгаков пишет труд «Религия человекобожества у Л. Фейербаха» (М.: Свободная совесть. 1906). И роль, подобную истории с творчеством Е. Дюринга, сыграли в популярности трудов Л. Фейербаха «классики марксизма», чьи труды публиковались на протяжении XX века астрономическими тиражами. И в данном случае подавляющее большинство как самих изданий Л. Фейербаха, так и его трудов, цитируемых в произведениях его критиков — в переводе Ю. М. Антоновского.

#### Фридрих Шиллер и Фридрих Ницше

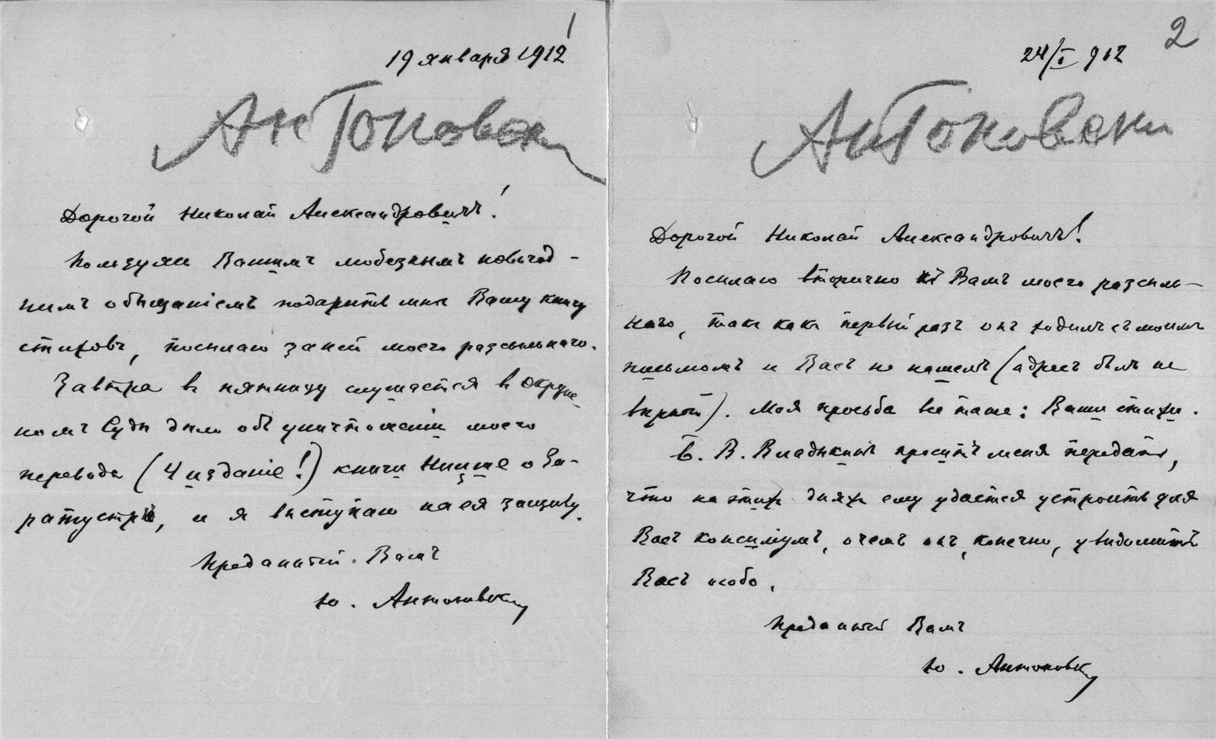
Письма Ю. М. Антоновского Н. А. Морозову. 1912

Закономерным видится, при том политическом климате и состоянии умов российских, появление здесь творений Ф. Ницше (неважно — был ли это осознанный выбор издателей, подсказан ли он общей атмосферой, царившей в среде пресытившейся эстетствующей публики, или продиктован интересами уже очень пёстрого философского мира, чьи мнения относительно вышедшего из под пера этого немецкого автора расположились по всей их возможной широте вплоть до диаметрально противоположных). Как бы то ни было, уже знакомый к тому времени русскому читателю философ, мало того породивший своим творчеством движение единомышленников и в России, именно в это время, именно через наиболее популярное своё произведение, в полном смысле предстал здесь перед читающей публикой, а первым переводчиком «Заратустры», до сих пор считающимся лучшим, был Ю. М. Антоновский.
Читали это произведение тогда все, кто мало-мальски интересовался ходом развития современной той эпохе философии, в частности — немецкой, которая в лице Ф. Ницше получила то, что давно витало в воздухе, но не имело такого ясного и бескомпромиссного выразителя, по словам К. Г. Юнга, «срывающего покровы наивности» с того, чем чревата двойственная природа человека, и к чему вплотную приблизились, и уже подготовили почву для его предъявления, — видели, но под разным углом зрения, Шиллер и Шопенгауэр.
Когда жил Шиллер, то не пришло ещё время для размежевания с низами и безднами человеческого существа. Ницше, и внутренне стоявший гораздо ближе к нашему времени, знал достоверно, что  мы приближаемся к эпохе  величайшей борьбы. Поэтому он — единственный истинный ученик Шопенгауэра — сорвал с жизни покров наивности и обнаружил в своем Заратустре кое-что из того, чему суждено было стать жизненным содержанием грядущих времен.
Потому и шиллеровский «Опыт исследования вопроса о связи между животной и духовной природой человека», который он переводит в это время, онтологически закономерен и для Ю. М. Антоновского. Эту первую публикацию на русском довольно объёмного и своеобразного этюда, философско-медицинской диссертации Ф. Шиллера предваряет аналитический комментарий выдающегося физиолога, переводчика, педагога и науковеда князя Ивана Романовича Тарханова «Психо-физиологические опыты Шиллера».
Уже четвёртое издание «Заратустры», 1911 года, цензура подводит под судебное разбирательство; из письма Н. А. Морозову видим, что и зимой 1912-го Ю. М. Антоновский вынужден защищать в Окружном суде свой перевод, а точнее — и перевод, и само произведение…
«Так говорил Заратустра» и «Eссe homo» 100 лет переиздаются на русском неизменно в переводе Ю. М. Антоновского.

### Масонство
М. Ю. Антоновский состоял в масонской ложе «Полярная звезда» Великого востока Франции. Обряд инициации прошёл в конце 1907 года. К этой же ложе принадлежал А. М. Колюбакин, председатель Новгородской губернской управы, член «Союза освобождения», один из учредителей Конституционно-демократической партии. По последним двум корпорациям соратником А. М. Колюбакина была свояченица М. Ю. Антоновского А. В. Тыркова-Вильямс.